# Andrena kurda
Andrena kurda är en biart som beskrevs av Warncke 1975. Andrena kurda ingår i släktet sandbin, och familjen grävbin. Inga underarter finns listade i Catalogue of Life.